# Bajiao Hu
Bajiao Hu (kinesiska: 芭蕉湖) är en sjö i Kina. Den ligger i provinsen Hunan, i den södra delen av landet, omkring 140 kilometer norr om provinshuvudstaden Changsha. Bajiao Hu ligger 24 meter över havet. Arean är 9,8 kvadratkilometer. I omgivningarna runt Bajiao Hu växer huvudsakligen savannskog. Den sträcker sig 4,6 kilometer i nord-sydlig riktning, och 6,4 kilometer i öst-västlig riktning.
Genomsnittlig årsnederbörd är 1 793 millimeter. Den regnigaste månaden är maj, med i genomsnitt 260 mm nederbörd, och den torraste är januari, med 49 mm nederbörd.